# Una nit sense saber res
Una nit sense saber res (títol original en bengalí, कुछ भी न जानने की एक रात; distribuït en anglès com a A Night of Knowing Nothing) és una pel·lícula documental de 2021 dirigida per Payal Kapadia. El film és una exploració de la vida universitària a l'Índia, i se centra en les cartes escrites per L., una estudiant de l'Institut de Cinema i Televisió de l'Índia, al seu xicot després de separar-se quan ell es veu obligat a deixar l'escola de cinema i se li denega el permís familiar per continuar sortint amb l'L. perquè ella no és de la mateixa casta. S'ha subtitulat al català.
La pel·lícula es va estrenar a la Quinzena de Cineastes del Festival de Canes de 2021, on va guanyar el premi L'Œil d'or a la millor pel·lícula documental. Posteriorment, es va projectar al Festival Internacional de Cinema de Toronto de 2021, on va ser una de les guanyadores del premi Amplifica Veus.
La distribuïdora Square Eyes va adquirir els drets per comercialitzar el film.